# Saxofridericia spongiosa
Saxofridericia spongiosa är en gräsväxtart som beskrevs av Bassett Maguire. Saxofridericia spongiosa ingår i släktet Saxofridericia och familjen Rapateaceae. Inga underarter finns listade i Catalogue of Life.